# Pediasia huebneri
Pediasia huebneri is een vlinder uit de familie grasmotten (Crambidae). De wetenschappelijke naam is voor het eerst geldig gepubliceerd in 1954 door Stanisław Błeszyński.
De soort komt voor in Europa.